# Smrt i sprovod pape Franje
Dana 21. travnja 2025. (uskrsni ponedjeljak) u 7 sati i 35 minuta papa Franjo je preminuo u 88. godini života u svojoj rezidenciji, Domus Sanctae Marthae u Vatikanu. Njegovu smrt objavio je kardinal kamerlengo Kevin Joseph Farrell u prijenosu vatikanskih medija i videoizjavom u 9 sati i 47 minuta, dva sata nakon njegove smrti.
Misa zadušnica je održana 26. travnja 2025. godine. Njegova smrt uslijedila je nakon petotjednog boravka u bolnici mjesec dana ranije, gdje je patio od infekcije dišnog trakta i dvostruke upale pluća. Uzrok smrti službeno je naveden kao moždani udar praćen ireverzibilnim srčanim zastojem. Sprovodni obredi i sveta misa održani su 26. travnja, pet dana nakon njegove smrti, a pokopan je u crkvi Santa Maria Maggiore.
Franjo je služio kao papa, poglavar Katoličke Crkve, od svog izbora 13. ožujka 2013. do smrti.

## Pozadina
Izabran 2013. godine u dobi od 76 godina, Franjo je tada bio zdrav unatoč kroničnom oštećenju pluća, djelomično zbog izrezivanja pluća koje je imao kao mladić. Njegovi su liječnici rekli da tada uklonjeno plućno tkivo neće značajno utjecati na njegovo zdravlje. Jedina zabrinutost bila bi smanjena respiratorna rezerva ako bi imao respiratornu infekciju. U 2020-ima bio je sklon napadajima gripe i bronhitisa zimi. Problemi s koljenima i išijas naveli su ga da često koristi invalidska kolica, hodalicu ili štap.
Godine 2021. Franjini zdravstveni problemi potaknuli su glasine da bi mogao podnijeti ostavku, što je on odbacio. U lipnju 2022., nakon što je prošao liječenje koljena, Franjo je otkazao planirana putovanja u Demokratsku Republiku Kongo i Južni Sudan. U intervjuu za Reuters tog mjeseca, Franjo je rekao da nije razmišljao o ostavci, ali da će to učiniti ako mu zdravlje onemogući vođenje Crkve. Tijekom svog konačnog putovanja u Demokratsku Republiku Kongo u veljači 2023., Franjo je rekao da ostavka "trenutačno nije na njegovom dnevnom redu".
U ožujku 2023. Franjo je hospitaliziran u Rimu zbog respiratorne infekcije. Vratio se slaviti misu Vazmenog bdijenja na Veliku subotu u travnju. U lipnju je bio podvrgnut operaciji abdomena nakon što je bolovao od kile. Francis je javno koristio invalidska kolica od 2022., isprva zbog upornih bolova u koljenu koji su zahtijevali operaciju. Priznao je da su njegovi problemi s pokretljivošću koji su se ponavljali ubrzali početak onoga što je Reuters nazvao "novom, sporijom fazom njegovog papinstva", iako su ga katolici s invaliditetom hvalili jer je "njegov invaliditet dio njegovog vidljivog identiteta".

### Konačna bolest
Dana 14. veljače 2025. Franjo je primljen u bolnicu Gemelli u Rimu zbog bronhitisa. Boravak u bolnici produljen mu je zbog polimikrobne infekcije dišnih putova i obostrane upale pluća. Vatican News opisao je njegovo stanje kao kritično i izvijestio da je dobio transfuziju krvi i kisik visokog protoka. Dana 23. veljače objavljeno je da ima rani stadij zatajenja bubrega, iako je njegovo stanje ostalo "pod kontrolom". Dana 26. veljače pokazao je blago poboljšanje, ali dva dana kasnije pretrpio je bronhijalni spazam, zbog čega je udisao bljuvotinu i bila mu je potrebna neinvazivna mehanička ventilacija, a Vatikan je izjavio da njihova prognoza ostaje oprezna. Dana 3. ožujka objavljeno je da je skinut s mehaničke ventilacije i da se oporavlja. Vatikan je otkrio da je Franjo imao dvije epizode "akutne respiratorne insuficijencije".  Nakon ove epizode, trećeg velikog pogoršanja Papinog stanja, mehanička ventilacija nastavljena je tog poslijepodneva.
Dana 19. ožujka objavljeno je da Franjo više ne koristi mehaničku ventilaciju noću, a njegovi su liječnici izjavili da je njegova infekcija pluća pod kontrolom, iako nije uklonjena. Otpušten je iz bolnice 23. ožujka odmah nakon što je blagoslovio mnoštvo sa svog balkona; očekivalo se da će provesti najmanje dva mjeseca oporavljajući se u svom domu u Domus Sanctae Marthae u Vatikanu, održavajući skraćeni radni raspored. U javnosti se pojavio prvi put nakon hospitalizacije 6. travnja.
Na uskrsnu nedjelju, 20. travnja, Franjo se sastao s potpredsjednikom Sjedinjenih Država JD Vanceom kako bi razmijenili uskrsne čestitke. Franjo je delegirao tradicionalnu uskršnju misu kardinalu Angelu Comastriju, ali se javno pojavio kako bi osobno udijelio blagoslov Urbi et Orbi na Trgu svetog Petra. Posljednji politički dužnosnik koji se susreo s papom Franjom prije njegove smrti bio je hrvatski premijer Andrej Plenković.

## Smrt
Franjo je preminuo u dobi od 88 godina u 7:35 sati u svojoj rezidenciji u Vatikanu. Njegovu smrt objavio je kardinal Kevin Farrell, kamerlengo Svete rimske Crkve, u izjavi objavljenoj na vatikanskim medijima iz kapele papinske rezidencije u Domus Sanctae Marthae. Potvrda o smrti koju je Vatikan objavio kasnije tog dana potvrdila je da je Franjo umro od moždanog udara, koji je doveo do kome i nepovratnog srčanog zastoja . U smrtovnici je također navedeno da je bolovao od dijabetesa tipa 2 i hipertenzije.

Nakon njegove smrti, objavljena je Franjina duhovna oporuka od 29. lipnja 2022., koja otkriva njegovu želju da bude pokopan u bazilici Santa Maria Maggiore, točnije "u grobnoj niši u bočnom prolazu između Pavlinske kapele (kapela Salus Populi Romani) i kapele Sforza u bazilici." Njegovi završni natpisi navode:
Neka Gospodin prikladno nagradi sve one koji su me voljeli i koji se i dalje mole za mene. Patnju koja je obilježila posljednji dio moga života, prinosim Gospodinu za mir u svijetu i za bratstvo među narodima.
Dana 22. travnja 2025. Tiskovni ured Svete Stolice i Ured za liturgijska slavlja Vrhovnog Svećenika objavili su da će tijelo pape Franje biti premješteno iz Domus Sanctae Marthae u Baziliku svetog Petra 23. travnja.
Prema crkvenom zakonu, papinska konklava 2025. mora započeti otprilike 15 do 20 dana nakon što papinstvo postane upražnjeno, u ovom slučaju između 6. i 11. svibnja 2025., ali može započeti i ranije ako su svi kardinali izbornici stigli u Rim, kao što je navedeno u Normas nonnullas pape Benedikta XVI. od 26. veljače 2013. goidne.

## Sprovod
Misa zadušnica održana je 26. travnja u 10:00 sati, a predvodio ju je dekan Kardinalskog zbora, kardinal Giovanni Battista Re. Vatikan je potvrdio prisustvo otprilike 130 stranih delegacija na sprovodu, uključujući nekoliko istaknutih svjetskih vođa i šefova država. Procjenjuje se da je oko 250 000 ljudi prisustvovalo pogrebnoj misi na Trgu svetog Petra, dok je oko 140.000 ljudi bilo u redu kako bi vidjeli pogrebnu povorku u Rimu.